# Aonori

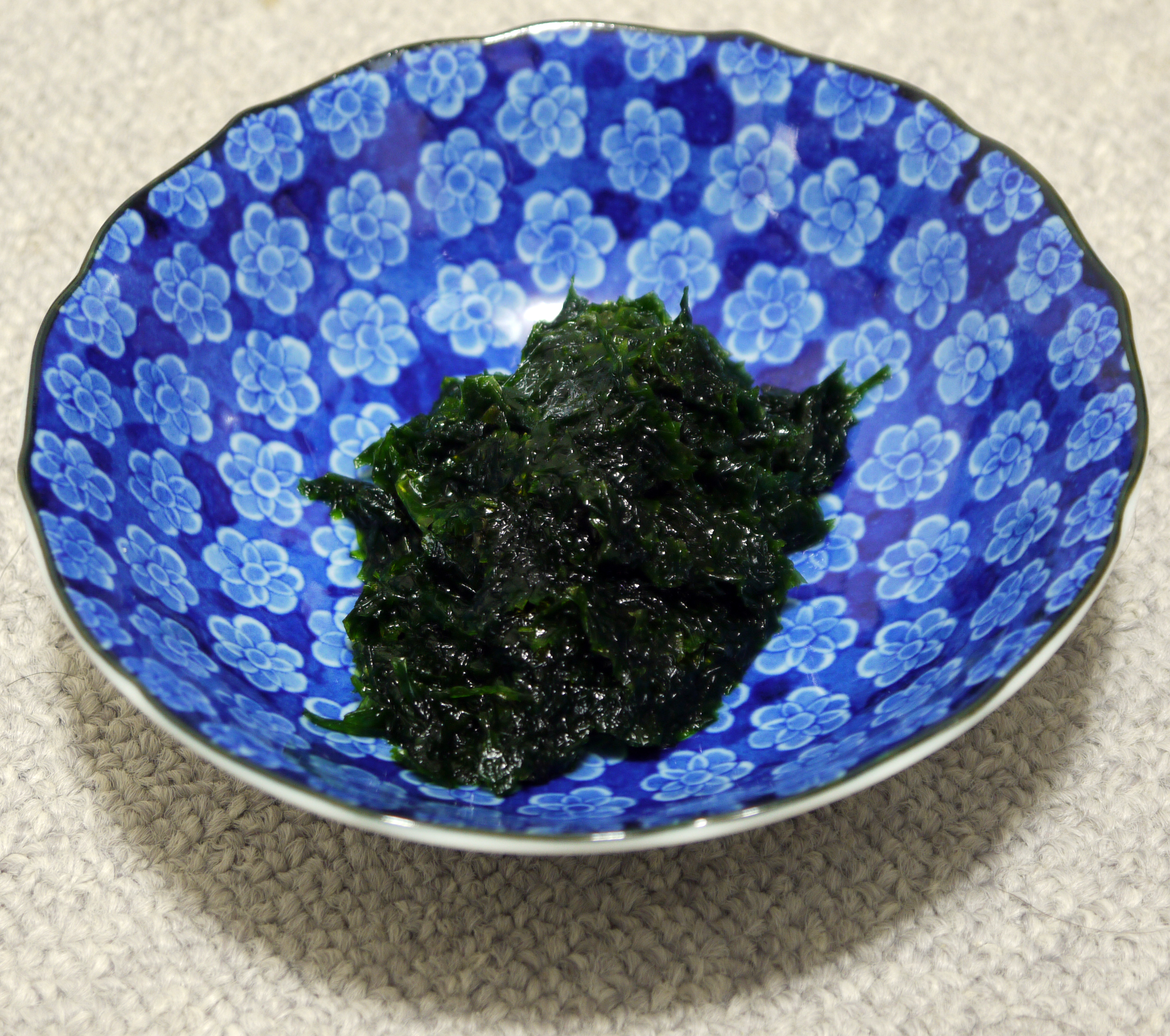
Aonori crudo (Hamana Lake)

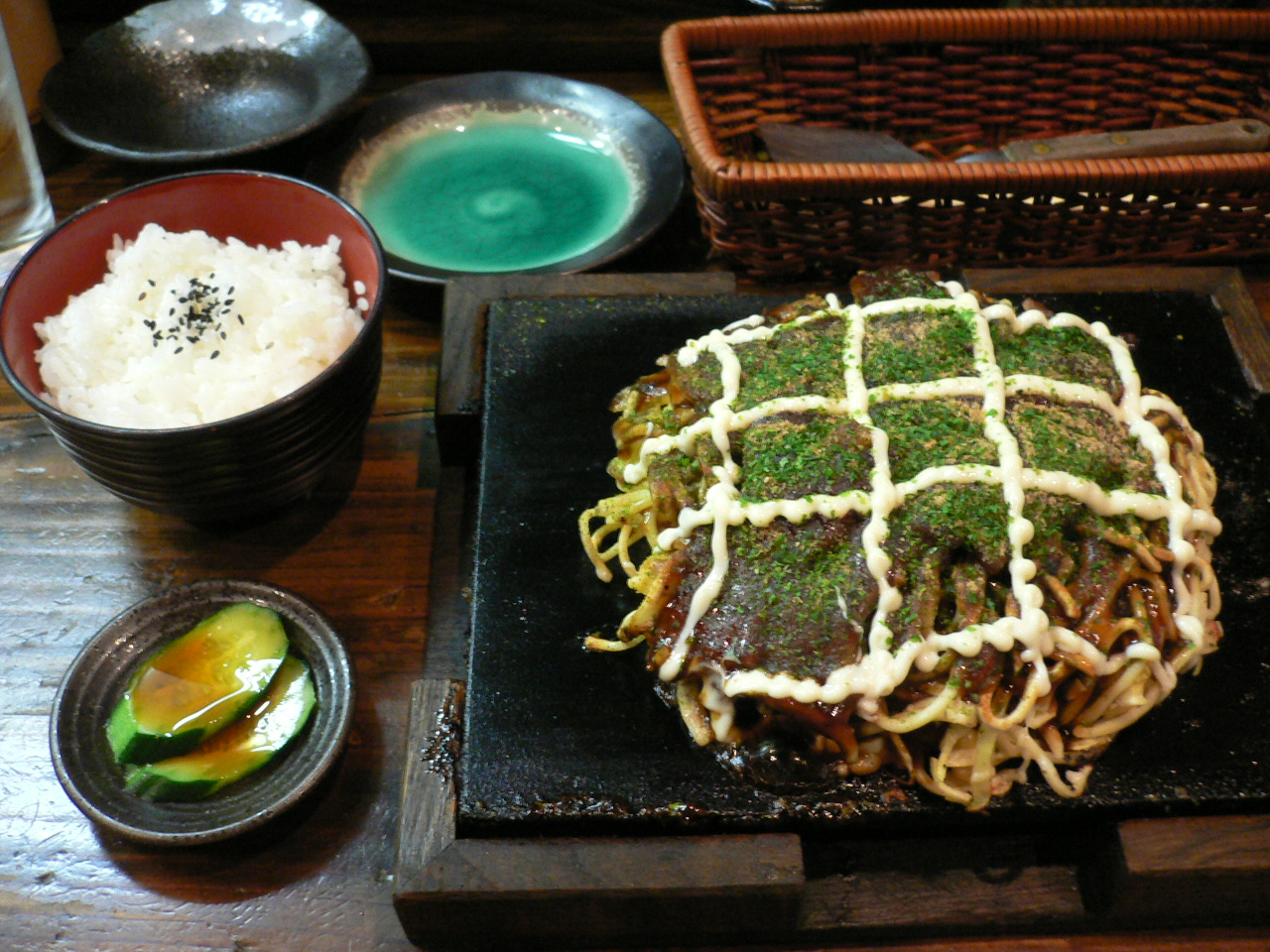
Okonomiyaki Almuerzo

Aonori (青海苔 o アオノリ ?, lit. "algas azules" o "algas verdes"), o algas verdes, son un tipo de algas marinas verdes comestibles, incluidas las especies de los géneros Monostroma y Enteromorpha de la familia Ulvaceae.
Es cultivado comercialmente en algunas áreas de la bahía en Japón, como la bahía de Ise, también es cultivado en la bahía de Cádiz España. Contiene minerales ricos, tales como calcio, magnesio, litio, vitaminas y aminoácidos como la metionina.
Se utiliza en su forma seca para sopas japonesas, tempura, y material para la fabricación de nori y tsukudani. También se utiliza en forma de polvo, a menudo mezclados con Ulva especies de Ulvaceae por su producción limitada.
Se utiliza comúnmente para dar sabor de algunos alimentos japoneses, por lo general por aspersión del polvo en la comida caliente, por su aroma:
- Fideos fritos
- Takoyaki (bolas de pulpo)
- Isobe age
- Isobe mochi
- Shichimi
- Misoshiru